# チェ・ソンヒョン
チェ・ソンヒョン（崔松賢、朝鮮語: 최송현、1982年4月11日 - ）は大韓民国ソウル特別市出身の女優。元韓国放送公社アナウンサー。

## 学歴
- 2005年、延世大学校 新聞放送学科 学士

## 出演

### テレビドラマ
- 食客（2008年、SBS）
- あなた、笑って（2009年-2010年、SBS）
- ミセス・タウン（2009年-2010年、tvN）
- セレブの誕生（2010年、KBS）
- 検事プリンセス（2010年、SBS）
- プレジデント（2010年-2011年、KBS）
- ロマンスが必要（2011年、tvN）
- あなたなしでは生きられない（2012年、MBC）
- ロマンスが必要2（2012年、tvN）
- TEN2（2013年、OCN）
- じゃがいも星（2013年-2014年、tvN）
- ママ〜最後の贈りもの〜（2014年、MBC）
- ヴァンパイア探偵（2016年、OCN）
- 月桂樹洋服店の紳士たち〜恋はオーダーメイド!（2016年、KBS）
- 空港に行く道（2016年、KBS）
- ビッグイシュー（2019年、SBS）